# Часовня Святого Роха (Суботица)
Часовня Святого Роха (серб. Капела Светог Рока) — католическая часовня в городе Суботице (АК Воеводина, Сербия). Памятник культуры Сербии большого значения.

## История
На этом месте были похоронены 30 жителей Суботицы, убитые в ходе Великой турецкой войны. Первоначальная деревянная часовня Святого Роха была построена во время эпидемии чумы 1738 года, по инициативе францисканцев. Обновлена в 1753 году. В 1773—1797 годах, во время строительства собора Святой Терезы Авильской, служила приходской церковью. Полностью перестроена в 1884 году по проекту Титуса Мачковича в эклектическом стиле.
Консервационные работы проведены в 1950 и 1981—1982 годах.

## Архитектура
Часовня представляет собой небольшое сооружение с полукруглой апсидой и массивным куполом. Стены обрамлены пилястрами с профилированными капителями. Декорация фасада сделана в стиле неоренессанса, что является характерной чертой работ Мачковича.